# Literatura popular
La literatura popular és la manifestació oral de la comunicació literària. Tot i que normalment relacionem el concepte de literatura (l'art d'escriure amb un objectiu estètic) amb la idea de llengua escrita, la creació artística a la qual fa referència és innata a la condició humana i, per tant, es dona des d'abans de l'escriptura.
La cançó i la recitació han estat durant molt de temps els únics mitjans a través dels quals la majoria de la societat podia accedir a la creació literària, a causa del seu analfabetisme. I això, tant a nivell de recepció com a nivell de creació: Les manifestacions literàries produïdes i transmeses per via oral han estat exemples de creació col·laborativa de manera que la transmissió oral ha permès durant segles la constant modificació de les obres. Hem de dir, per tant, que l'oralitat caracteritza de forma remarcable aquest tipus de literatura. Gent del poble ha cantat, explicat rondalles i llegendes, recitant poemes que ha après de les generacions anteriors amb l'única eina de la paraula, i de vegades, algun instrument senzill. És la literatura del poble, la literatura popular... A més, i com a conseqüència d'aquesta oralitat, la caracteritza també el fet de ser efímera: moltes de les seves mostres s'han perdut justament per no haver estat fixades per escrit. No està sotmesa, a diferència de la literatura culta, als cànons de l'estètica literària pròpia d'un moviment concret com el Romanticisme o el Barroc. Es tracta d'una manifestació sense autor, la qual cosa, com ja s'ha dit, fa que esdevingui variable i modificable en el seu ús i la seva transmissió. En trobem manifestacions en la poesia, la narrativa, etc. però el seu gènere per excel·lència és la cançó. Cançons de bressol, cançons de treball, etc. són manifestacions claríssimes d'aquesta necessitat humana de crear a través de la paraula. El gospel en seria un exemple. Amb el temps s'ha recollit per escrit per part d'alguns autors que volien preservar aquestes obres per a la posteritat, evitant-ne la seva pèrdua. El romancero és un exemple d'aquest fet en la literatura espanyola.
Entenem per literatura popular el conjunt de textos compostos oralment i destinats a un públic oient. El nom emfatitza el fet que durant molt temps va ser l'única literatura que produïen i consumien els estaments més humils de la societat, a diferència de l'escrita, només accessible per a les classes privilegiades. El qualificatiu popular, avui en dia es reserva a la literatura escrita destinada a lectors no sofisticats: novel·les de fulletó, d'aventures o melodrames. Les primeres mostres de literatura popular en català daten el segle Xll, tot i que no han arribat als nostres dies. Les que s'han conservat les podem agrupar per gèneres.
La majoria de textos de peces teatrals conservades des del segle XVl fins al segle XlX són de tema religiós i van néixer arran de les celebracions litúrgiques de Nadal i Pasqua. El gènere profà està representat a partir del segle xvi per l'entremès, que al Principat va prendre el nom de sainet. Es tracta de peces dramàtiques breus, escrites en vers, o en vers i prosa, que es representaven com a complement o intermedi d'una obra més llarga i que decrivien els costums de les classes humils a qui anaven destinades.